# Friedensreich Hundertwasser
Friedensreich Regentag Dunkelbunt Hundertwasser, nascut com Friedrich Stowasser (Viena, 15 de desembre de 1928 – a bord del Queen Elizabeth 2, 19 de febrer de 2000), fou un artista i arquitecte austríac.

## Biografia
La mare de Friedrich, jueva, el batejà com a catòlic i l'apuntà a les Joventuts Hitlerianes, tot per protegir-lo, però no va poder evitar que tota la seva família fos assassinada pels nazis durant la Segona Guerra Mundial.
Les formacions militars en les que va participar durant la seva infància el van marcar especialment. En una carta del 1954, Hundertwasser parlà dels quadrats com "rectangles geomètrics que comprimeixen columnes en marxa", i per això els seus edificis són essencialment curvilinis.
Té nombroses obres edificades a Àustria i Alemanya, sobretot, i també al Japó, els Estats Units, Israel, Suïssa i Nova Zelanda, però també treballà molt en altres arts: disseny de banderes, de segells, il·lustració de llibres, pintura…
A Viena, la Hundertwasserhaus ha esdevingut un destacat centre de visita turística
Hundertwasser passà els darrers anys de vida a Nova Zelanda, on experimentà les seves idees de vida integrada a la natura.

## Algunes obres arquitectòniques

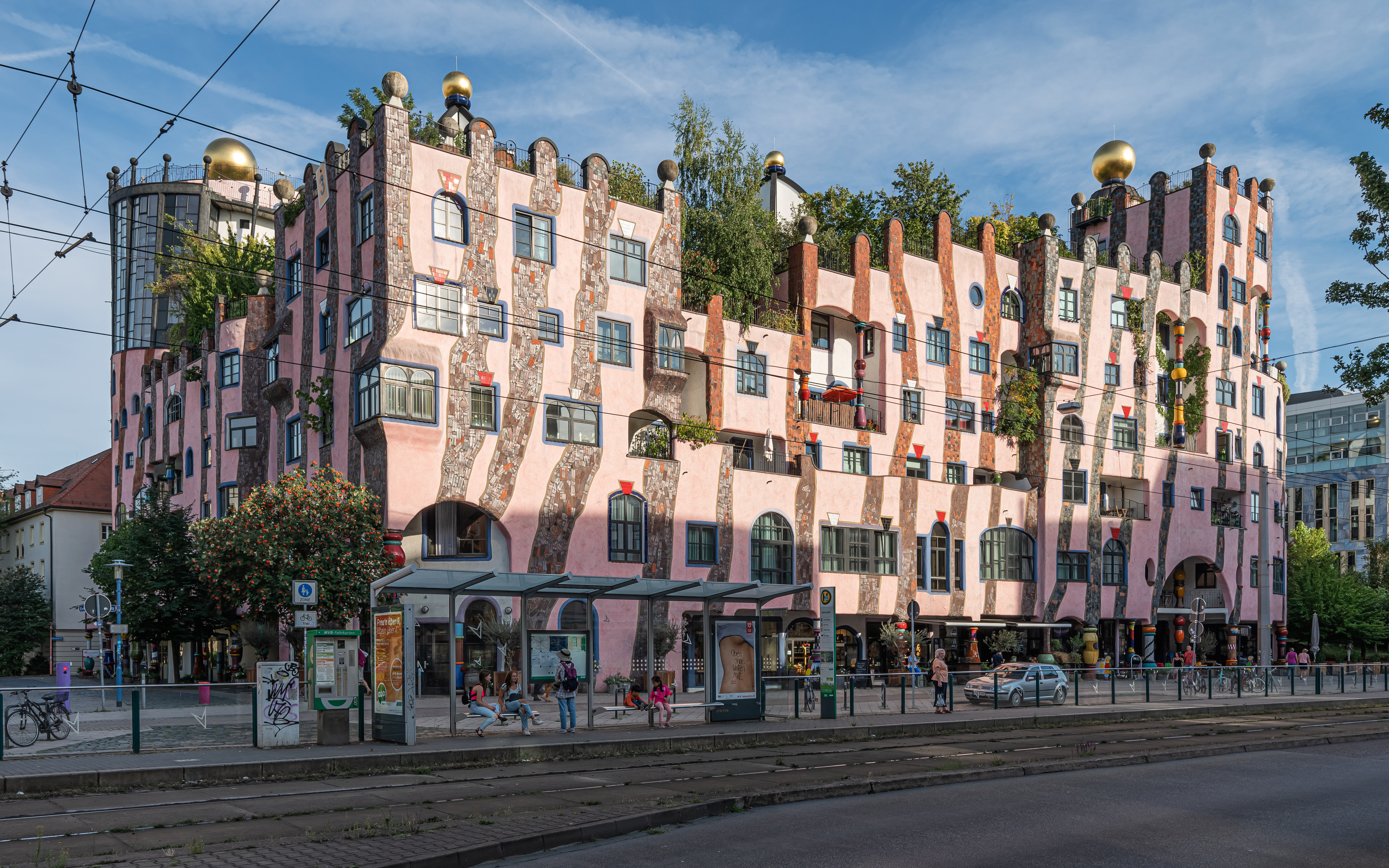
La Grüne Zitadelle ("Ciutadella verda"), a Magdeburg (Alemanya).
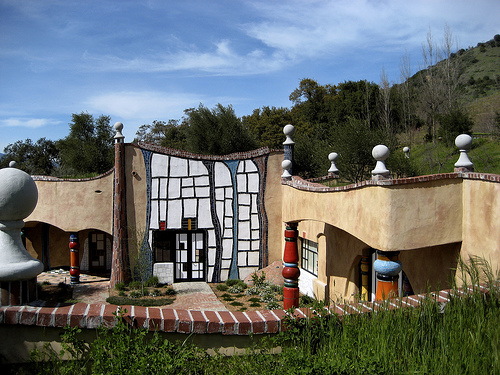
Cava Quixot, a Napa Valley (Califòrnia).
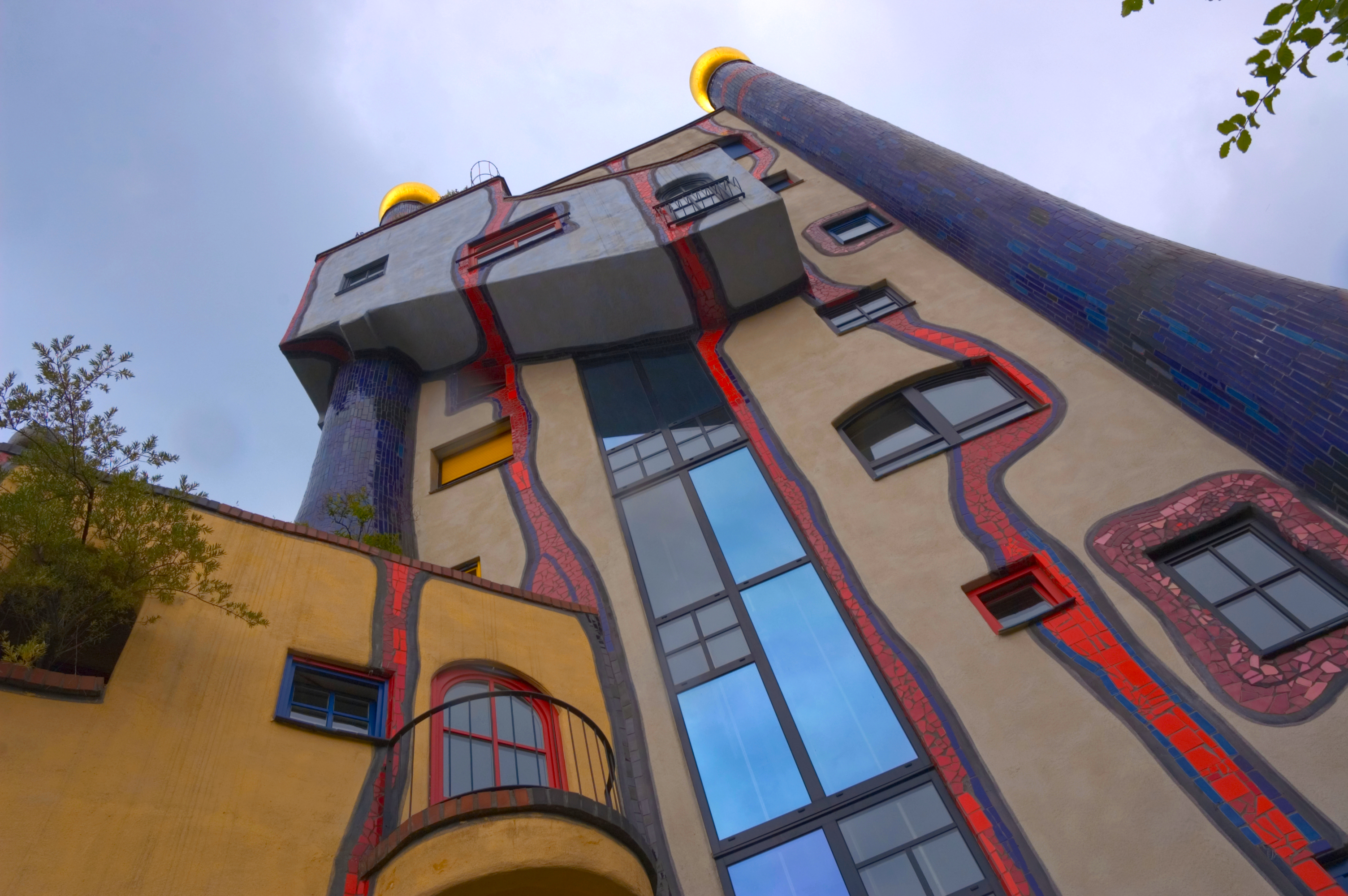
Façana a Plochingen (Alemanya).
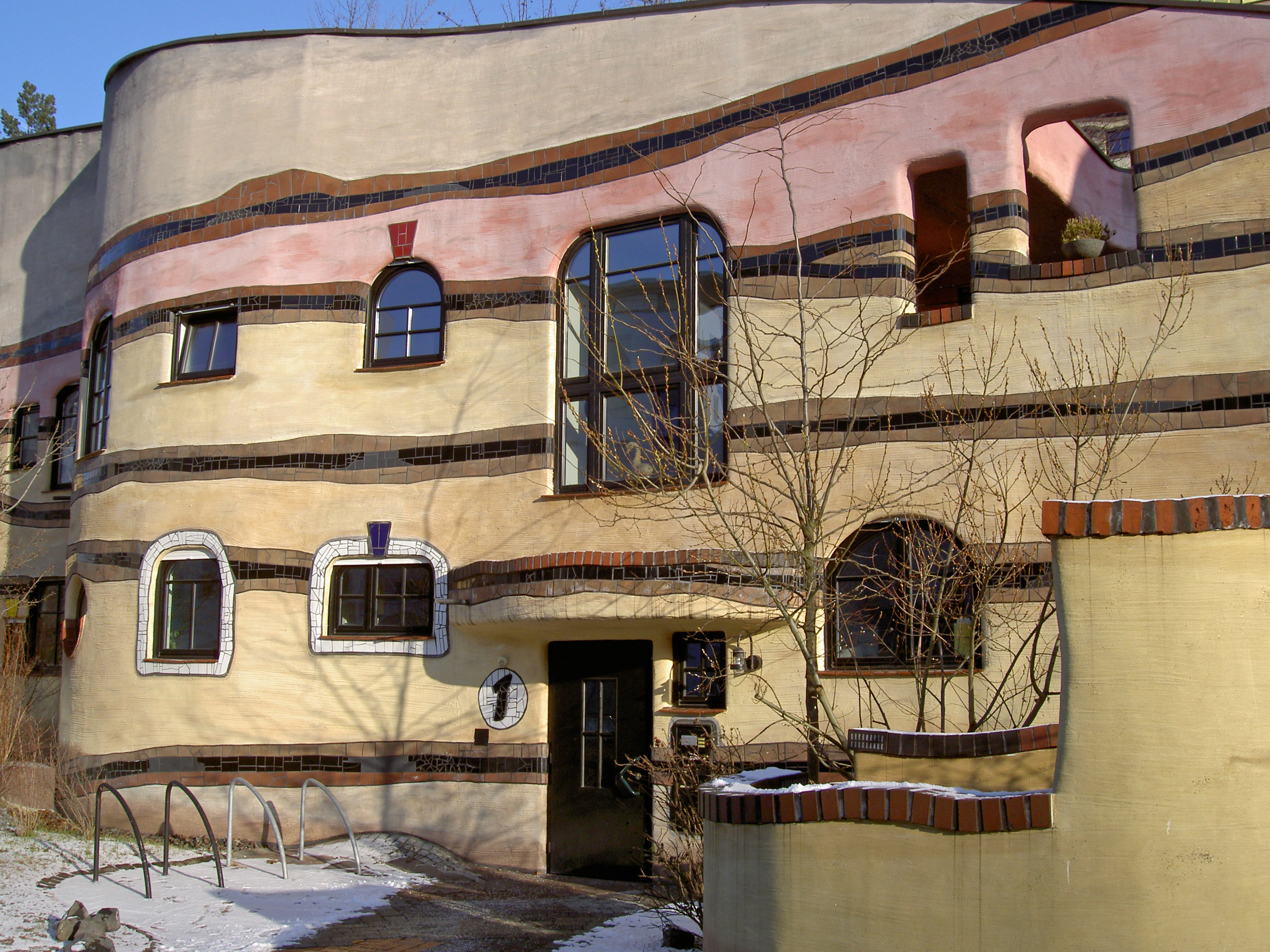
Casa Waldspirale, a Darmstadt (Alemanya).
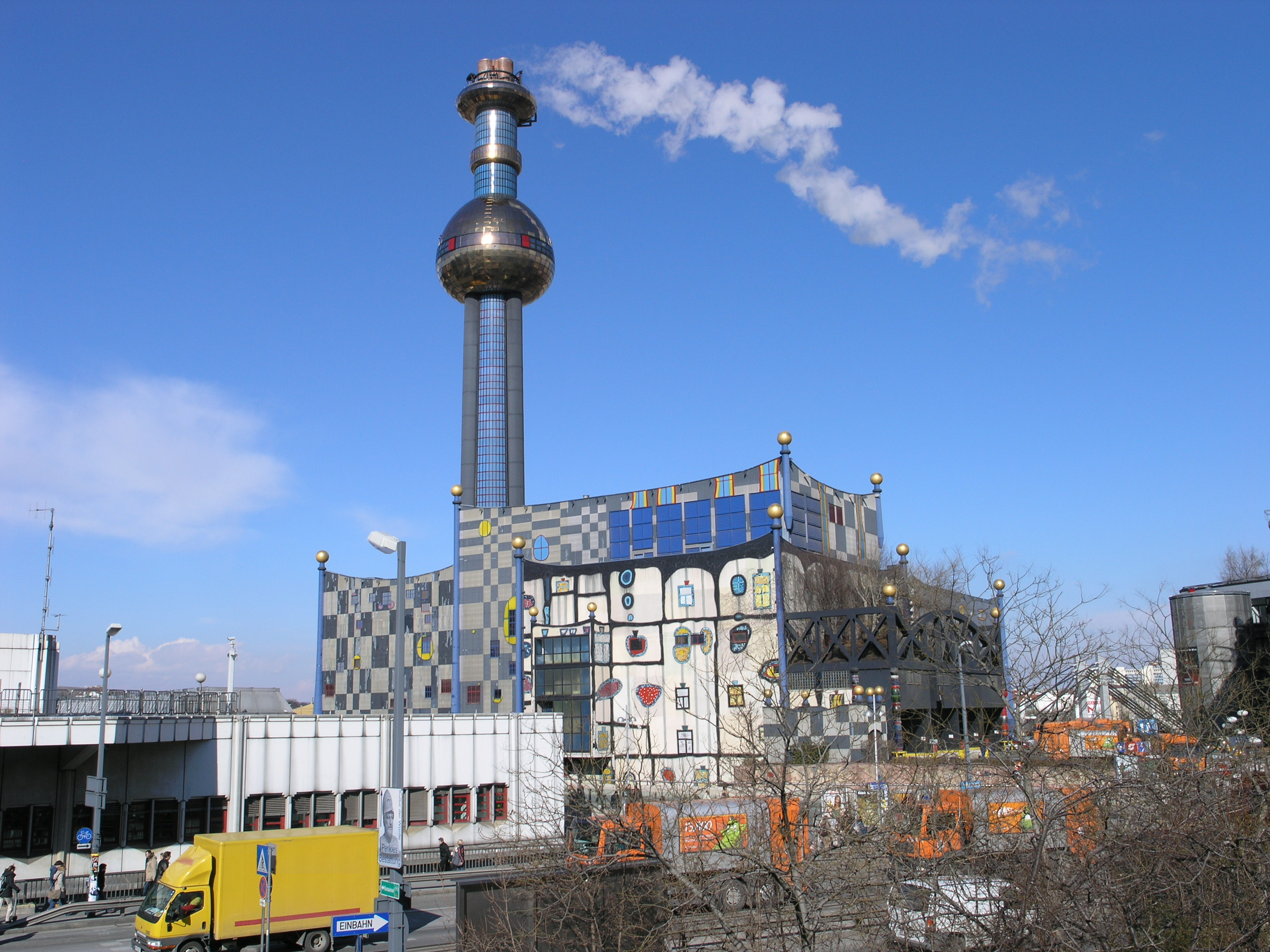
Central tèrmica a Viena (Àustria).
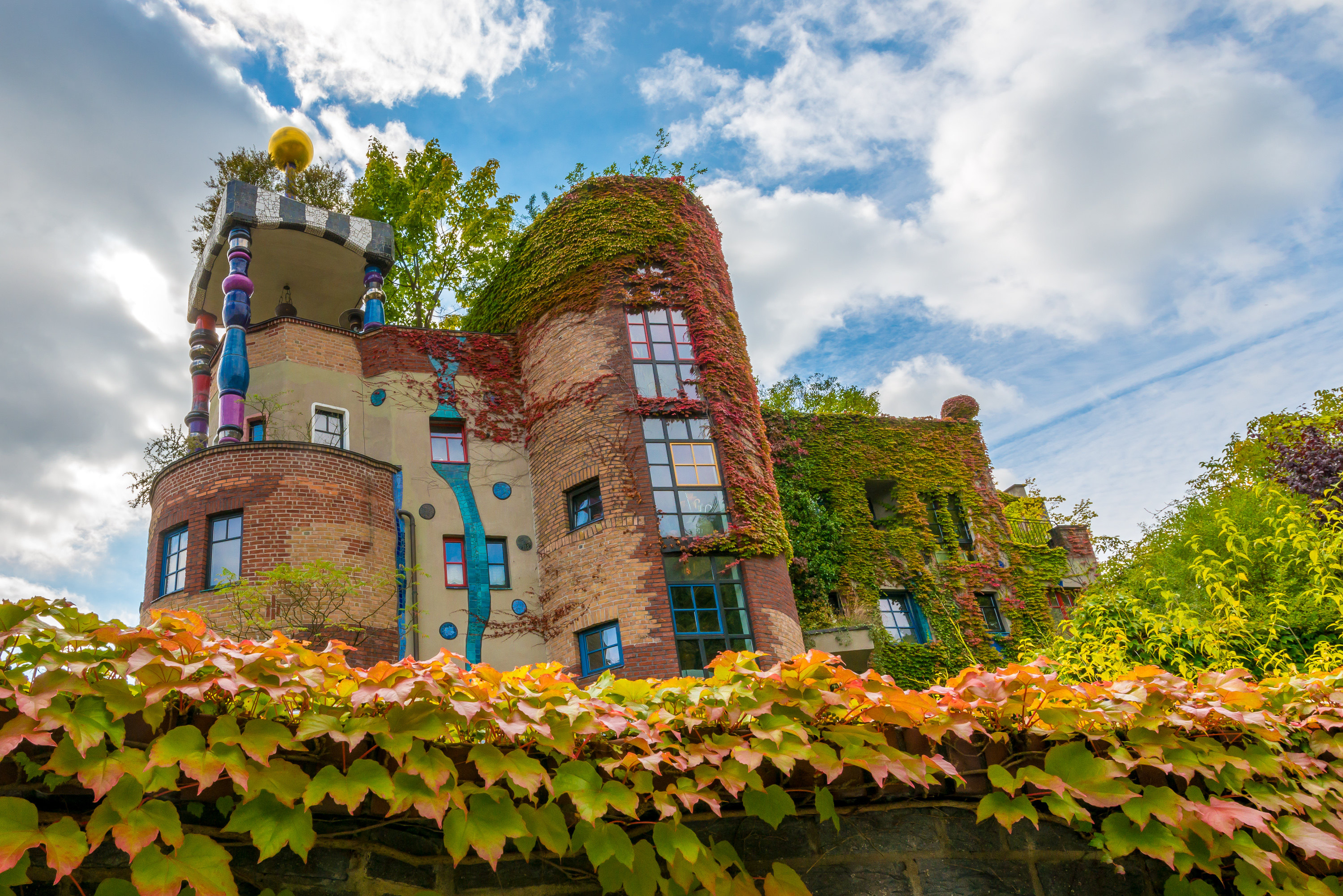
Edifici residencial a Bad Soden am Taunus (rodalia de Frankfurt am Main (Alemanya).
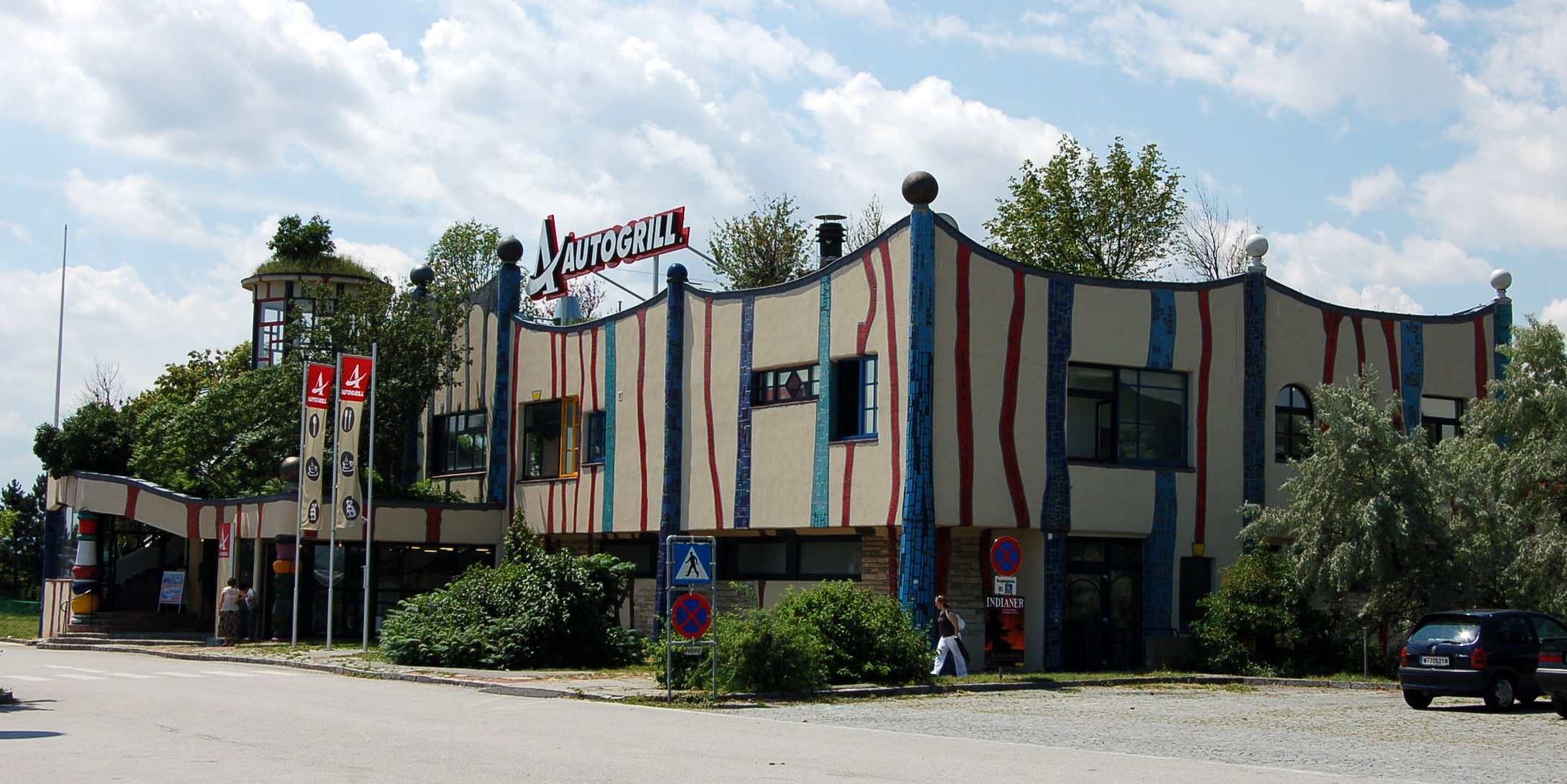
Àrea de descans Bad Fischau a l'autopista A2 (Àustria).
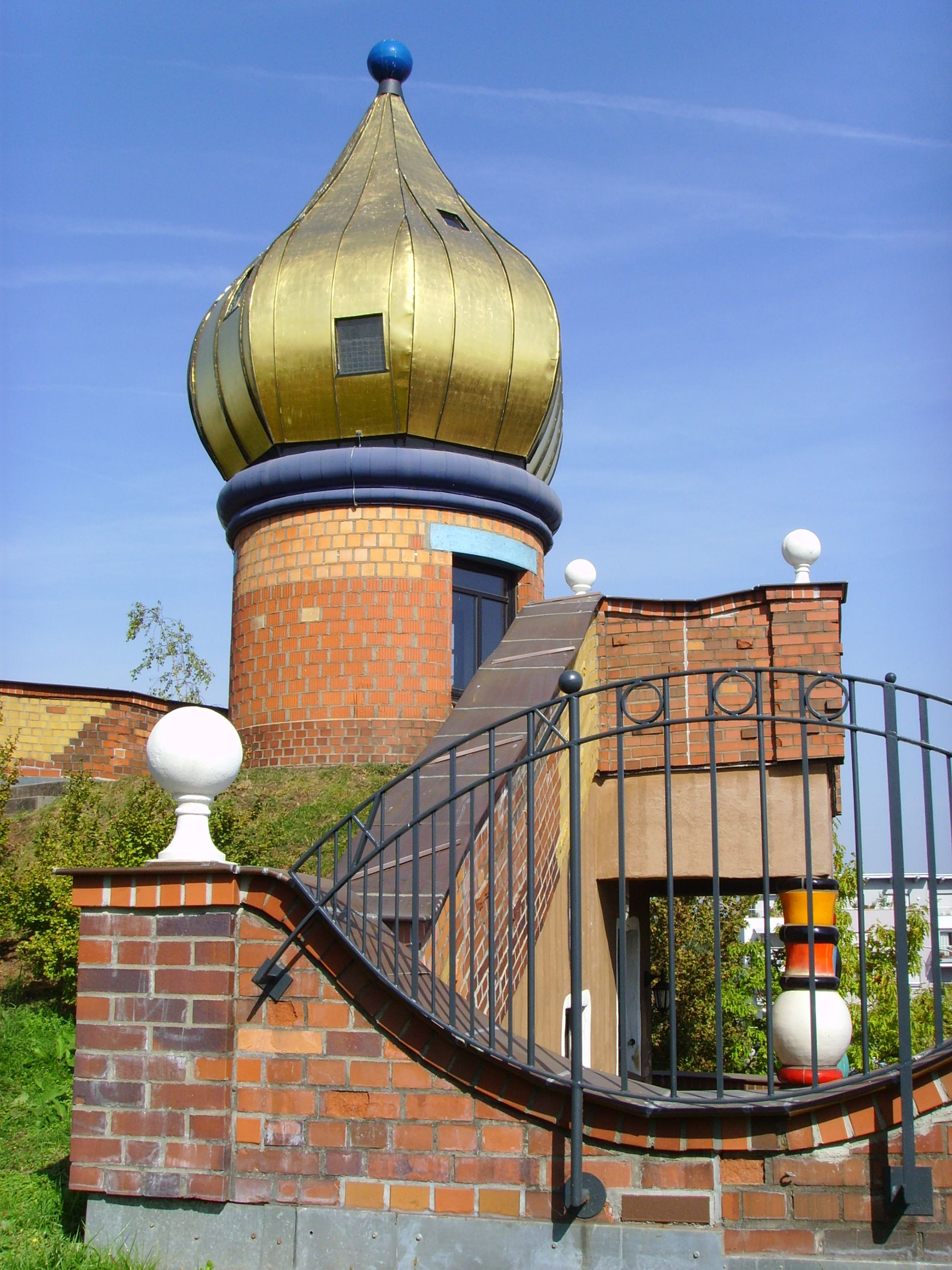
Coberta enjardinada d'una escola bressol a Heddernheim (rodalia de Frankfurt am Main (Alemanya).
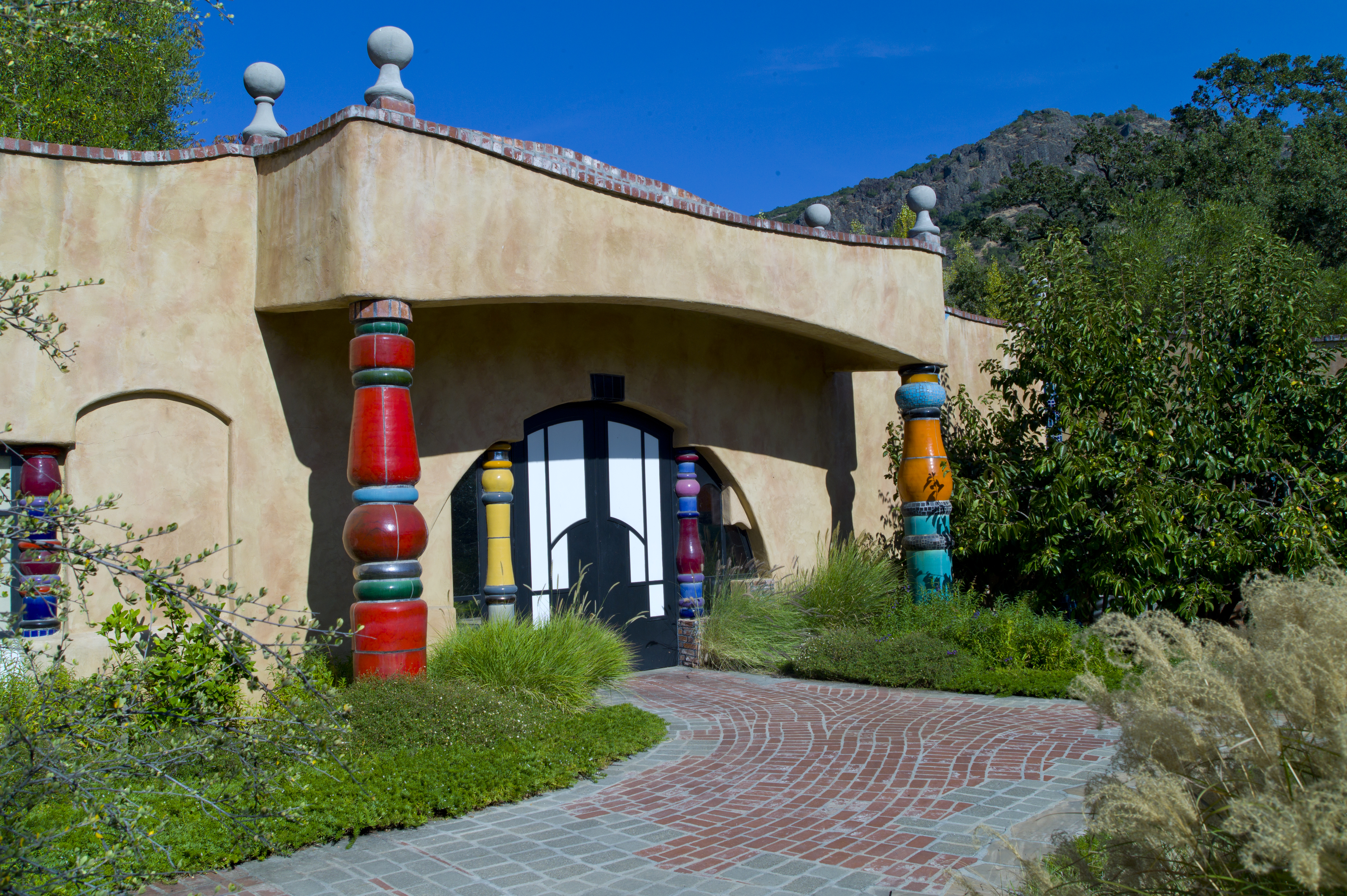
Entrada de la Cava Quixot, a Napa Valley (Califòrnia).
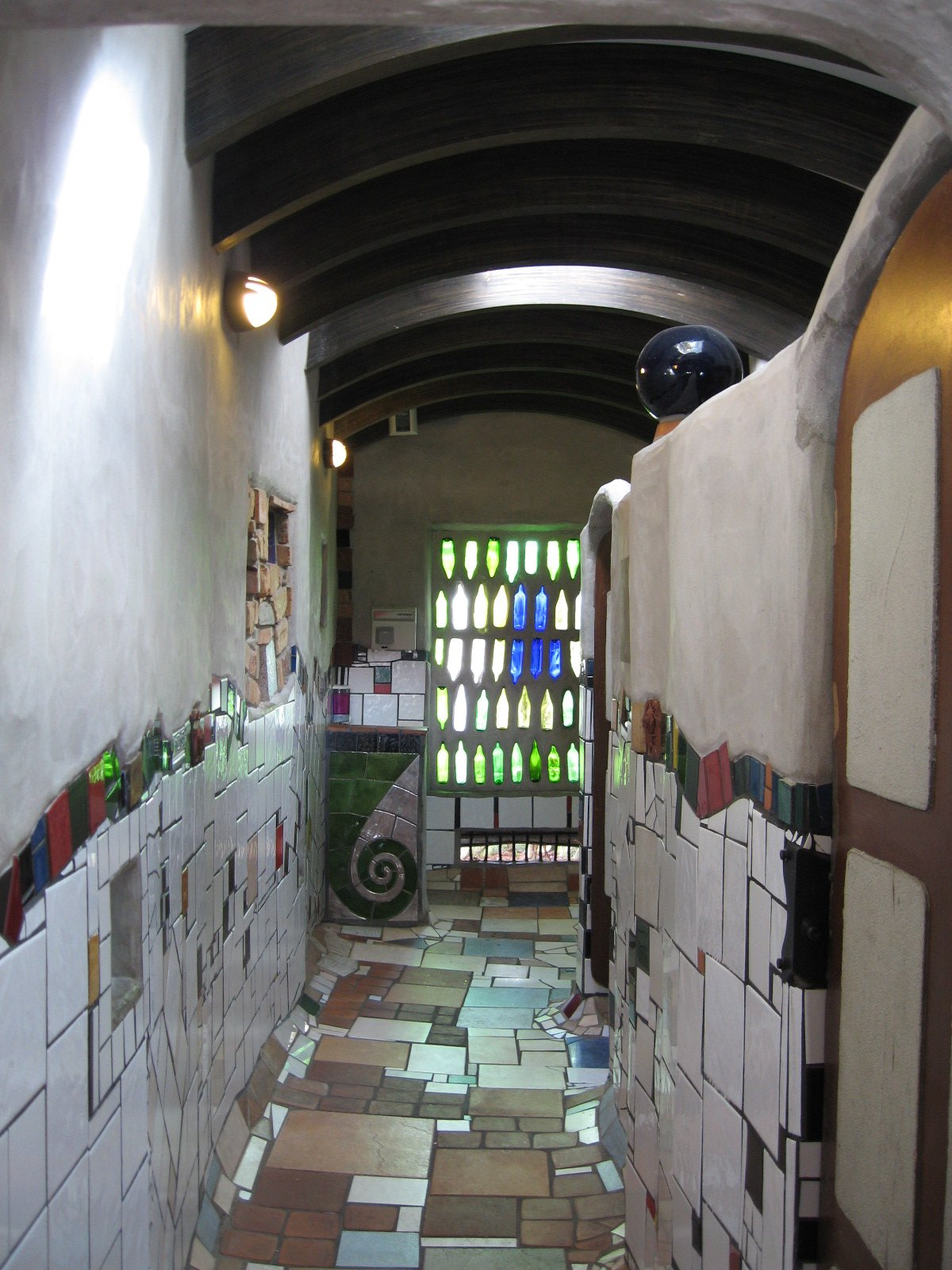
Serveis sanitaris públics (Toilets) a Kawakawa (Nova Zelanda).